# Spirolaxis lamellifer
Spirolaxis lamellifer is een slakkensoort uit de familie van de Architectonicidae. De wetenschappelijke naam van de soort is voor het eerst geldig gepubliceerd in 1935 door Rehder.